# Sambidoplang
Sambidoplang is een bestuurslaag in het regentschap Tulungagung van de provincie Oost-Java, Indonesië. Sambidoplang telt 1804 inwoners (volkstelling 2010).